# Rhinosporidium seeberi
Rhinosporidium seeberi — эукариотический патоген, вызывающий риноспоридиоз, болезнь людей, лошадей, собак и, в меньшей степени, крупного рогатого скота, кошек, лисиц и птиц. Чаще всего встречается в тропических районах, особенно в Индии и на Шри-Ланке.
Патоген был впервые выделен в 1892 году и подробно описан в 1900 году Сибером.
Многие аспекты болезни и возбудителя Rhinosporidium seeberi остаются малоизученными и загадочными.
Так, мало что известно о естественной среде обитания возбудителя, некоторых аспектах его жизненного цикла, эпидемиологии заболевания у людей и животных, причинах задержки с культивированием in vitro, развитии заболевания у подопытных животных; соответственно, мало информации о чувствительности к лекарствам и иммунологии возбудителя. Танкамани выделил организм, предположительно являющийся R.seeberi, и дал ему название «UMH.48». Первоначально он был выделен из препаратов биопсии и мазков из носа больных риноспоридиозом. Различные стадии развития UMH.48 выказали сильное сходство со структурами, наблюдаемыми в гистопатологических срезах при риноспоридиозе в образцах тканей. Было обнаружено, что споры UMH.48 жизнеспособны даже после десяти лет хранения в холодильнике без какой-либо субкультуры, напоминая по своим характеристикам Synchytrium endobioticum, низший водный гриб, вызывающий рак картофеля. Однако тщательно проведенные молекулярные исследования позволили с определённостью идентифицировать организм.

## Видовая принадлежность
На протяжении большей части XX века классификация R. seeberi была неясной (считался либо грибком, либо протистом), но было показано, что он входит в группу, называемую Mesomemycetozoea или «клада DRIP», которая включает ряд хорошо известных патогенов рыб, таких как Dermocystidium и Sphaerothecum destruens. Мезомицетозои не являются ни грибами, ни животными, но разделились с ними около того времени, когда они разделились между собой.
Rhinosporidium обычно классифицируется как имеющий единственный вид, хотя некоторые данные указывают на то, что разные виды хозяев могут быть инфицированы разными штаммами.

## Эпидемиология
Заражение людей этим микроорганизмом было зарегистрировано примерно в 70 странах, при этом большинство случаев (95 %) зарегистрировано в Индии и на Шри-Ланке; на душу населения Шри-Ланка имеет самый высокий уровень заболеваемости в мире. Заболевание встречается и в других регионах
Всеиндийское обследование, проведенное в 1957 году, показало, что это заболевание отсутствует в штатах Джамму и Кашмир, Химачал-Прадеш, Пенджаб, Харьяна и северо-восточных штатах Индии. В Тамил Наду в ходе исследования были выявлены четыре эндемичных района (Мадурай, Рамнад, Раджапалаям и Сиваганга). Общим фактором, обнаруженным в этих районах, была практика купания в общих прудах.

## Естественная среда обитания
Карунаратна также предположил, что Rhinosporidium существует в диморфном состоянии — сапротроф в почве и воде и дрожжевая форма в живых тканях. Недавние исследования, проведенные с использованием флуоресцентных методов гибридизации in situ, свидетельствуют о том, что его естественной средой обитания являются водоемы и, возможно, почва, загрязненная водой из них.

## Патогенез
В одном сообщении указывается, что пациенты с риноспоридиозом обладают антителами против R.seeberi типа IgG к антигену внутренней стенки, экспрессируемому только на стадии зрелых спорангиев. Это открытие предполагает, что картирование антигенных белков может выявить важные антигены, которые могут быть перспективны для получения вакцин.
Определены гуморальные и клеточно-опосредованные иммунные ответы у больных людей и у подопытных мышей; были выявлены несколько механизмов уклонения R. seeberi от иммунитета.

## Клиническая картина
Микроорганизм поражает слизистую оболочку полости носа, вызывая кучеобразное поражение. Эта масса имеет полипоидную форму с зернистой поверхностью, испещренной беловатыми спорами. Риноспоридиальная масса классически описывается как «земляникоподобная груда шелковицы». Опухоль может распространяться из носовой полости в носоглотку и попадать в ротовую полость. Эти поражения обычно вызывают кровотечение из полости носа.
R. seeberi также может поражать слёзную железу, реже — кожу и гениталии.
Обычные места поражения:
1. Нос — 78 %
2. Носоглотка — 68 %
3. Миндалины — 3 %
4. Глаз — 1 %
5. Кожа — очень редко

## Лечение
Лечение обычно заключается в хирургическом удалении инфицированных тканей.
В качестве возможных лекарств были предложены повидон-йод и противогрибковые препараты, такие как амфотерицин В, дапсон и нитрат серебра .